# ND Dravinja
Nogometno Društvo Dravinja , je slovenski nogometni klub iz Slovenskih Konjic, ki igra v drugi slovenski ligi. Ustanovljen je bil leta 1934, domači stadion kluba je Stadion Dobrava.Tekmujejo pod sponzorskim imenom Nogometno Društvo Dravinja Kostroj.